# 2025年敘利亞阿拉維派大屠殺
自2024年12月以來，持續發生針對阿拉維派的大規模屠殺事件。屠殺主要集中在敘利亞沿海地區。襲擊者包括與敘利亞過渡政府結盟的敘利亞國民軍民兵、部分平民及「聖訓輔士」武裝分子。這些攻擊是敘利亞內戰的西部戰場持續衝突的一部份。
截至2025年3月12日，敘利亞人權網絡報告指出，自3月6日以來，已有803人（包括平民與武裝人員）在戰鬥中喪生。據其記錄，至少有420人，包括平民和解除武裝的戰鬥人員被敘利亞過渡政府結盟的部隊殺害。前阿薩德政權的殘餘武裝部隊也造成至少211名平民死亡。
英國的敘利亞人權觀察站則表示，自3月6日以來，已有1383名已確認身分的平民被支持敘利亞政府的武裝民兵殺害，並估計實際死亡人數可能遠高於官方數據。該組織警告，行兇者可能利用亂葬崗來掩蓋屠殺規模，並擔憂這些亂葬崗未來可能被政治勢力利用，以扭曲歷史敘事，犧牲受害者及其家屬的利益。
2025年3月初，最為嚴重的屠殺事件發生在拉塔基亞省。據敘利亞人權觀察站報導，敘利亞武裝部隊在短短2天內殺害數百名平民，其中僅在穆赫塔里亞與希爾兩個拉塔基亞省城鎮，就有52名阿拉維派居民遇害。當時，敘利亞過渡政府軍與效忠前總統巴沙爾·阿薩德的武裝分子激烈交戰，整體局勢高度緊張。儘管新政府官員曾公開承諾保障少數族群安全，但自2024年12月以來，阿拉維派社群已多次成為屠殺目標。
2025年3月，敘利亞現任總統艾哈邁德·沙拉在公開講話中否認政府應對這些襲擊負責。他表示，「前政權的殘餘勢力」應立即投降，並誓言追究「所有涉及平民流血事件者」的責任。他隨後承諾嚴懲兇手，並指控阿薩德忠誠者及其外國支持者策劃這些殺戮，目的是破壞國家穩定、重新挑起內戰。他的辦公室宣佈，將成立一個獨立調查委員會，以釐清暴力事件的責任歸屬。

## 背景
敘利亞沿海地區，特別是拉塔基亞省，歷來是阿拉維派的核心聚居地。阿拉維派屬於伊斯蘭教什葉派的一個分支，在敘利亞人口中約佔10%。統治敘利亞數十年的阿薩德家族正是來自這一宗教少數群體。該政權在執政期間，將部分阿拉維派人士納入政府體系，特別是與阿薩德家族關係密切者，以及忠於政府的沙比哈民兵成員，這些人甚至參與如Captagon毒品交易等有組織犯罪活動。與此同時，阿薩德政權打壓阿拉維派內部的異見聲音，並試圖塑造自身為少數族群的「保護者」，對抗遜尼派穆斯林多數。然而，隨著政府貪腐問題加劇與經濟崩潰，阿拉維派群體對政權的不滿也日益高漲。

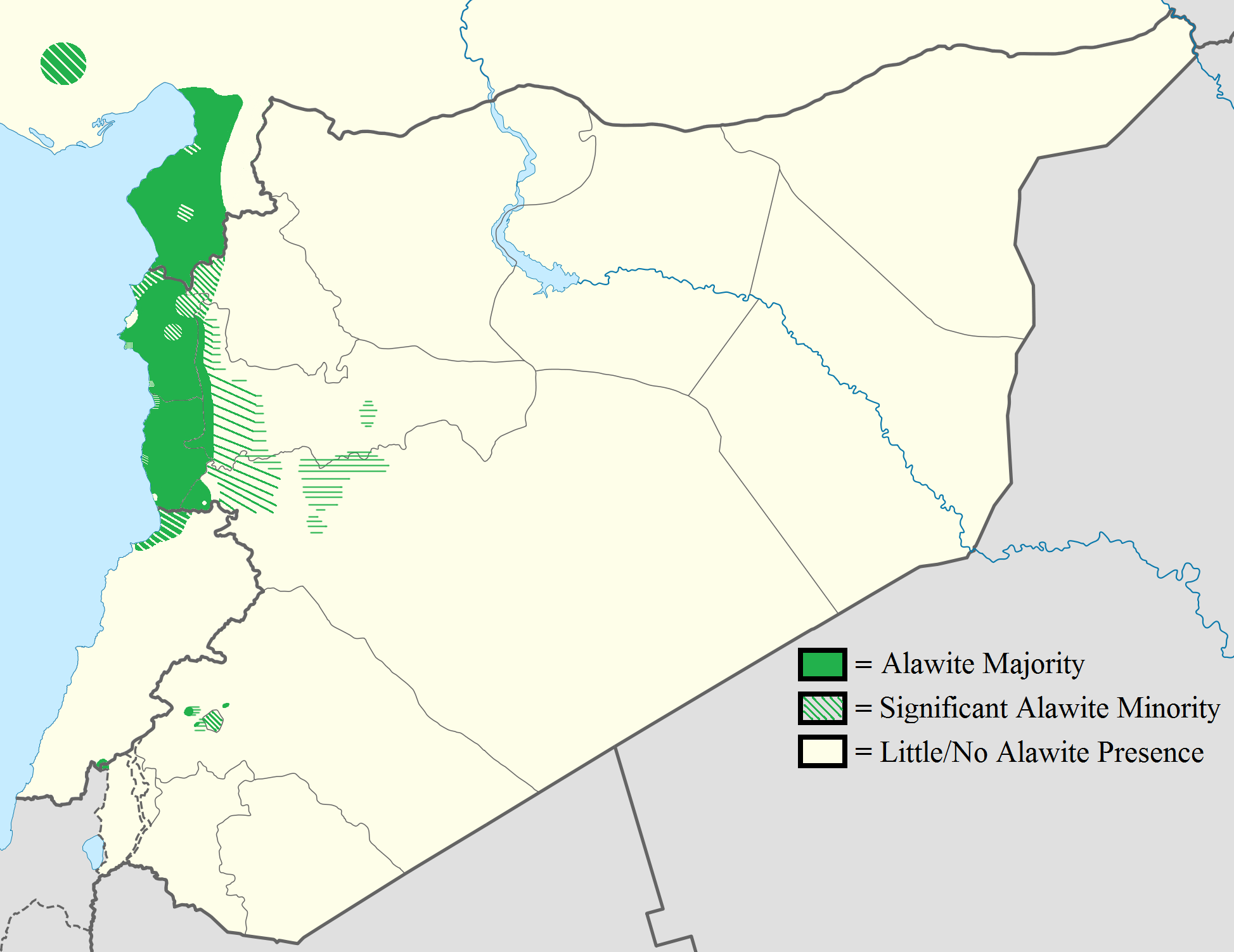
顯示阿拉維派的主要分布地區，包括敘利亞西部沿海地帶、土耳其西南部及黎巴嫩北部

2024年12月阿薩德政權垮台後，阿拉維派的據點卡爾達哈成為敘利亞反對派的首要目標。《新阿拉伯人報》報導稱，反對派武裝進入大馬士革僅24小時後，便派遣代表團前往卡爾達哈，與當地阿拉維派領袖會晤，最終獲得他們公開聲明支持新政府。
過渡政府成立後，時任沙姆解放組織埃米爾艾哈邁德·沙拉組建一支「多元化」的新安全部隊，並在該地區推行新安保政策。新政府部署的部隊包括：由沙姆解放組織控制、前敘利亞救國政府內政部所屬的「總安保部隊」，負責維持拉塔基亞與傑卜萊等少數族群聚居地區的秩序；「軍事行動指揮部」旗下部隊，其中部分成員為外籍伊斯蘭主義武裝分子，因其行動過於激進，於2024年12月底撤離城市並轉至農村地區；隸屬土耳其支持的敘利亞國民軍的Fursan Sharqiyah部隊，部分單位被部署至塔爾圖斯；內戰期間流離失所的地方武裝勢力開始重返其家鄉，包括塞萊米耶、泰勒凱萊赫、古賽爾區與霍姆斯市。
2024年12月25日，在阿薩德政權垮台後的最初幾天，拉塔基亞爆發支持舊政權的示威，雙方均高喊帶有宗派色彩的口號。當時亦有報導指出，大量虛假資訊正在流傳，進一步加劇宗派緊張局勢。
同一天，前政權民兵在塔爾圖斯郊區對安全部隊發動伏擊，沙姆解放組織特種部隊隨後展開為期三天的軍事行動，重點針對基伯特邁阿扎（該地為許多前政權支持者的家鄉）。行動期間，軍隊大規模動用武力，發生激烈槍戰，並有報導指控軍方涉及掠奪行為。這次軍事行動成為新政府與阿薩德殘餘勢力衝突的開端，尤其是在阿拉維派人口較為集中的地區。
2025年2月17日，沙拉作為全國巡訪的一部分，象徵性地造訪拉塔基亞，並與當地來自不同宗派的領袖會面。
據《耶路撒冷郵報》報導指，新政府正在透過大規模解僱官員來重組國家機構，其中許多被解職的官員來自阿拉維派社群。阿拉維派活動人士表示，自阿薩德政權垮台以來，該社群成員在霍姆斯及拉塔基亞省的農村地區遭受針對性暴力與迫害。《耶路撒冷郵報》指出，儘管沙拉在公開場合承諾包容治理，但政府迄今未曾與阿拉維派高層代表舉行正式會談，這與其積極與庫爾德人、基督徒及德魯茲派領袖會晤的做法形成鮮明對比。
此外，自2024年12月以來，已有多份報告顯示，阿拉維派社群正遭受針對性的仇恨言論攻擊，包括大量散發針對阿拉維派的仇恨傳單，以及宗教聖地被破壞、褻瀆並遭到拍攝的事件。

## 暴力與屠殺

### 一月
自2025年1月起，美國的中東研究所、美國非政府組織敘利亞正義與問責中心及英國的敘利亞人權觀察站，均報告多宗宗派衝突事件，其中包括疑似屠殺的案例。這些事件主要發生在霍姆斯省西部農村地區，當時政府正展開安全掃蕩行動，試圖解除前政權忠誠民兵的武裝。
2025年1月14日，敘利亞人權觀察站報導指，霍姆斯農村地區的塔斯寧塔斯寧鎮有阿拉維派平民遭到一群自稱隸屬「軍事行動指揮部」的槍手襲擊。根據敘利亞人權觀察站的說法，這些槍手從當天清晨開始對該村發動大規模逮捕行動，行動持續至1月16日下午。多名嫌疑人拒捕，導致武力衝突。襲擊者在行動中縱火焚燒7戶民宅，並殺害6名平民。當地村民與長老試圖向敘利亞政府警察及安全部隊報告這宗屠殺，但未獲得任何回應。
2025年1月23日，「軍事行動指揮部」在霍姆斯西部農村地區的al-Hamam、al-Ghozaylah、al-Gharbiyah和Fahel村莊發動大規模安全行動，並與當地武裝分子合作。在行動期間，4名平民遭到法外殺害，10名平民受傷，另有5人被逮捕。敘利亞人權觀察站指控，政府支持的武裝分子在行動期間對村民施加暴力，強迫部分村民模仿動物叫聲，並破壞多座村莊墓碑。

### 三月
2025年3月6日，敘利亞西部的暴力衝突驟然升級，敘利亞安全部隊與據稱效忠前總統的武裝團體在拉塔基亞省爆發激烈戰鬥。衝突最初集中在傑卜萊地區，但迅速擴散至該地區多座主要由阿拉維派居民居住的城鎮。3月7日，敘利亞當局在沿海城市塔爾圖斯和拉塔基亞實施宵禁，以遏止暴力升級。卡爾達哈居民報告稱，當地發生激烈槍戰，機槍掃射聲響徹住宅區，戰火封鎖了居民的行動。

#### 3月5日
拉塔基亞的多片森林發生大火，過渡政府指責前阿薩德政權的殘餘勢力在17個地點蓄意縱火，試圖製造混亂。

#### 3月6日
3月6日，前阿薩德政權的武裝殘餘勢力對傑卜萊、巴尼亞斯及周邊地區的安全部隊發動一系列協同攻擊，成功奪取多個據點。根據敘利亞人權網絡的報告，叛亂分子在此次攻勢中控制了巴尼亞斯城超過75%的區域。
為平息叛亂，敘利亞過渡政府調派增援部隊至西部地區。數千名伊斯蘭主義武裝分子，包括親土耳其的自由敘利亞軍派系，從伊德利卜、阿勒頗和代爾祖爾趕赴沿海地區，並吸引大量當地居民加入。根據《世界報》記者報導，多座清真寺透過廣播呼籲發動聖戰。
敘利亞國防部部長下令政府軍展開大規模軍事行動，誓言「徹底消滅政權殘餘勢力，讓任何膽敢動搖國家安全的人付出代價」。拉塔基亞公共安全局局長則宣佈全面動員安全部隊，嚴陣以待。官方的軍事行動管理Telegram頻道起初號召群眾前往沿海地區「支援我們的兄弟」，但隨後表示不再需要額外增援。
網路上流傳的多段影片顯示，大批護航隊正駛往塔爾圖斯與拉塔基亞。其中一段影片的旁白（CNN尚未確認拍攝地點）聲稱：「過去我們為解放而戰，現在我們為淨化（敘利亞）而戰。」另一名身穿軍服的男子則在影片中威脅：「阿拉維派，我們來宰殺你們和你們的父親！」並揚言：「我們會讓你們見識遜尼派的力量！」
根據敘利亞人權觀察站報告，霍姆斯省有一名平民在衝突中喪生。

#### 3月7日
阿拉伯標準時間2025年3月7日上午約8時，武裝團體進入塔爾圖斯省的多宗教沿海城鎮巴尼亞斯，針對當地阿拉維派社區發動攻擊。根據《世界報》獲得的目擊者證詞，這些武裝團體由敘利亞國防部和總安全局的成員組成，並聯合來自鄰近地區的戰士，其中包括據稱來自土庫曼和車臣的「外國戰士」。多名目擊者描述，阿拉維派居民遭到系統性鎖定，許多男子被綁至屋頂或街道上當場處決。
根據敘利亞人權觀察站的報告，巴尼亞斯屠殺造成至少60人死亡，其中包括10名女性和5名兒童，成為3月7日當天規模最大的屠殺事件之一。
據敘利亞人權網絡統計，3月6日至7日期間，這場攻勢共造成125名平民死亡，同時也有100名敘利亞安全部隊成員和15名平民遭阿薩德派武裝團體殺害。
截至3月8日凌晨，敘利亞人權網絡報告稱：穆赫塔里亞有38名平民遭殺害、希爾有24名平民遇害、庫爾費斯有22人遇害、哈非區有7人遇害、傑卜萊郊區的貝特阿納和杜韋爾巴布達各有7人喪生， 塔爾圖斯省的雅胡穆爾有2人遭處決。敘利亞人權觀察站指控，這些處決由敘利亞國防部與總安全局的行刑隊執行。此外，該機構還報告稱，政府安全部隊在哈馬省塔爾薩爾哈布公開處決阿拉維派牧師謝赫·沙班·曼蘇爾及其兒子。
綜合先前的巴尼亞斯屠殺，敘利亞人權觀察站估計3月7日當天至少發生五宗大規模屠殺，導致162名平民死亡。
聯合國人權事務高級專員辦事處報告稱，在當地安全局勢失控之際，不明身份者趁亂對商店和住宅進行大規模掠奪。
2025年3月7日，敘利亞總統沙拉回應沿海地區的暴力事件，表示「寬恕與大赦的時代已經結束，現在是『淨化』與『解放』的時代」，並敦促安全部隊保護平民。
敘利亞內政部則聲稱，部分「個別違規行為」來自於民間人士和民兵，他們是在對阿薩德派團體的襲擊進行報復。該部門表示：「我們正在努力制止這些違規行為，因為它們並不代表整個敘利亞人民。」
「軍事行動指揮部」的官方Telegram頻道則宣佈，大約五十萬名戰士已被派往該地區，以鎮壓「努賽里派叛亂」——其中，「努賽里」一詞常被作為阿拉維派的貶義稱呼。

##### 拉塔基亞省屠殺
監察機構敘利亞人權觀察站等組織報告稱，敘利亞安全部隊在拉塔基亞鄉村地區處決52名阿拉維派男子。該機構根據經過驗證的影片證據及受害者親屬的證詞得出此結論，並指出處決發生在希爾、穆赫塔里亞和哈非。
敘利亞人權觀察站主任拉米·阿卜杜勒·拉赫曼表示，槍手在這些村莊殺害69名男子，僅放過婦女和兒童。然而，另有13名女性和5名兒童據報亦遭到殺害。
敘利亞人權網絡指出，約40名平民在穆赫塔里亞被集體處決。《衛報》表示無法獨立驗證相關影片，但CNN已成功對穆赫塔里亞的影像進行地理定位。
拉塔基亞省薩諾巴爾的居民稱，武裝分子在鎮長的母親面前槍殺鎮長及其3名兒子，並威脅要殺害其中一名兒子的女兒，除非其妻子交出家中的金飾。路透社則報導稱，位置經過驗證的影像顯示，鎮中心有約20名男子倒臥路旁，其中多人血跡斑斑。
多個消息來源發佈的影片顯示，身穿平民服裝的死者被集中置於住宅庭院內，周圍可見血跡，並可聽見女性的哭喊聲。此外，據報導，另一段影片顯示，身穿軍服的武裝分子命令3人趴在地上，隨後近距離開槍處決。敘利亞人權觀察站及當地活動人士均對外發佈這些影像。
BBC核實兩段影片，顯示在拉塔基亞有一具屍體被汽車拖行。
隨著局勢惡化，部分當地阿拉維派居民前往傑卜萊附近的一處俄羅斯空軍基地外聚集，尋求保護。
此外，報導指出，即便是曾反對阿薩德政權的阿拉維派人士也難逃這波宗派暴力。其中一名受害者是一名72歲的長者——據稱，他曾因1980年代反對阿薩德政權而入獄。

##### 阿勒富卡拉屠殺
根據敘利亞人權觀察站的報導，一名倖存者提供關於3月6日至7日發生於卡爾達哈鄉村阿勒富卡拉地區的屠殺證詞。他聲稱，這場針對當地阿拉維派居民的暴力行動屬於「宗派清洗」，至少150名年齡介於13至85歲之間的無武裝男性與青少年遭到殺害。倖存者表示，這兩座村莊的居民以阿拉維派為主，且在阿薩德政權垮台後選擇支持敘利亞新政府。據其回憶，暴力開始於3月6日晚間6時，當時駐守主要道路檢查站的安全部隊突然向村莊無差別開火，疑似意圖激怒居民還擊，為後續的軍事鎮壓製造藉口。然而，村民因恐懼而選擇留在家中，並未開火。
3月7日凌晨，大量軍事車隊從敘利亞各地開抵當地。倖存者估計，至清晨5時，村莊入口附近已聚集約4000名全副武裝的作戰人員，他們配備卡拉什尼科夫步槍，並搭乘裝有機槍的車輛。約6時，這些武裝部隊開始向村內民宅瘋狂掃射，當時居民仍藏身屋內。隨後，施暴者兵分兩路，分別攻擊兩座村莊，並展開系統性的屠殺行動。
根據倖存者的說法，所有13歲以上的男性都被強行與女性及年幼兒童分開，並遭到有計畫的處決。其中一些人被直接在住家外槍決，另一些則被迫匍匐前往村莊廣場，隨後遭到槍殺。他還指稱，施暴者在屠殺過程中使用極端殘忍的手法，包括折斷受害者脊椎、踩踏致死，甚至使用鋸子進行肢解與挖眼等虐殺行為。他回憶，其中一名病重的老者被拖出病床，隨即在家門外被處決。
此外，他還聽見武裝分子高喊反阿拉維派口號，例如「阿拉維派和豬，我們會將你們滅絕」，並在帶領受害者前往處決地點時高唱宗派歌曲。
倖存者表示，屠殺結束後，另一批人進入村莊，系統性地掠奪財物、摧毀無法攜帶的物品，並縱火焚燒多處房屋。敘利亞人權觀察站分析認為，這場種族滅絕式屠殺似乎是精心策劃的一部分，目的是徹底剷除並驅逐當地阿拉維派人口。

##### 哈馬省屠殺
哈馬省的鄉村地區同樣發生暴力事件。在當地時間3月7日下午2時左右，在完成週五禮拜後，來自鄰近遜尼派村莊希塔布的約100名武裝人員進入阿拉維派村莊阿爾扎。據倖存者回憶，當地安全部隊曾試圖開槍警告以阻止入侵者，但最終寡不敵眾。據報導，村內藥劑師是第一名遇害者，隨後武裝分子展開系統性的逐戶掃蕩，使用AK-47進行槍殺，共造成24人死亡，其中包括兩名女性。
3月7日，希塔布的伊瑪目、薩拉菲派宗教領袖阿布·賈比爾·謝赫間接承認對阿爾扎屠殺負責，並表示有必要「清理」當地的阿拉維派聚落，還揚言鄰近的阿拉維派村莊拉比亞將成為「下一個目標」。
此外，在哈馬省的提什林地區，也有多宗暴行報告流出。一段影片顯示，一名男子被強行拖出車輛後遭到「殘暴踐踏」。當地居民聲稱，這些暴行涉及哈姆扎師及蘇丹蘇萊曼沙師的士兵，這兩支部隊隸屬於親土耳其的敘利亞國民軍，由將領穆罕默德·賈西姆指揮。

#### 3月8日
3月8日，據報導指，武裝團體當天重返他們先前襲擊過的巴尼亞斯，重新展開處決行動，並擴大殺害對象至整個家庭，包括婦女和兒童。一名居民聲稱，部分襲擊者曾在3月7日收受金錢或黃金、白銀等貴重物品以饒人一命，但次日卻回到同一地區，將此前曾付錢贖身的受害者殺害。
截至3月8日中午，據敘利亞人權觀察站統計，死亡人數已達532人，至當日晚間則上升至745人。在圖韋姆，31 名平民（其中9名兒童和4名婦女）被殺害，並埋於一處亂葬崗。阿拉維派村鎮的居民聲稱，武裝分子在街道上或住家門前開槍射殺平民。部分襲擊者據報會檢查身份證件，以確認遇害者的宗教信仰後再行處決。另有目擊者表示，襲擊者聚集在住宅區附近，隨機向民宅開火、縱火焚燒房屋、搶劫財物與車輛，並將屍體棄置於街道、屋頂及住宅內，甚至阻止居民收回遺體以妥善安葬。一些居民聲稱，襲擊者中包括來自鄰近社區的武裝分子及外籍戰士，但這一說法無法獨立驗證。
當日下午，在穆扎伊拉，一支武裝部隊向一場葬禮隊伍開火，導致兩名兄弟身亡，迫使參加葬禮的平民逃入周圍果園躲避。據倖存者稱，多支武裝團體自鄰近的遜尼派聚落進入沙里法區，並據稱與沙姆解放組織有關，開始在村內展開無差別殺戮，同時縱火焚燒、洗劫房屋。倖存者表示，他們透過整理照片和影片，確認至少27人死亡，其中包括5名女性。此外，倖存者還列出了其他受害者名單，包括穆扎伊拉超過130名平民、斯諾巴爾50餘人、艾因阿魯斯42人，以及布斯坦巴夏11人。
拉塔基亞的大範圍地區陷入停電，飲用水供應中斷。據報導，數千名居民為求安全逃往鄰近山區。另有部分居民選擇穿越邊境前往黎巴嫩避難。黎巴嫩議員海達爾·納賽爾證實這一情況。另一名黎巴嫩議員薩吉·阿提耶則表示，3月8日當天有「極大規模」的敘利亞難民湧入阿卡爾區的5至6個阿拉維派村莊，僅當天就有約10000人抵達。他還指出，由於以色列此前轟炸了三處邊境口岸，導致當地缺乏公共安全部隊來合法管控這批難民的入境。
據《新聞周刊》報導，除了阿拉維派之外，敘利亞境內的其他非阿拉維派宗教少數群體（包括基督徒）也成為屠殺目標，許多人逃入山區避難。非營利組織「全球希臘—黎凡特人」表示，有一對安提阿希臘基督徒父子在襲擊中遇害，而聖母領報教堂神父格雷戈里奧斯·比沙拉的父親亦喪生。
《新聞周刊》引述美國奧克拉荷馬大學中東研究中心主任喬舒亞·蘭迪斯的話稱，3月8日當天，傑卜萊地區的死亡人數最高，至少133人（佔當日總傷亡的38%）死於10宗屠殺事件。此外，哈非與巴尼亞斯各發生4宗大規模殺戮。
數千名阿拉維派平民與其家人逃往仍受俄羅斯控制的赫梅米姆空軍基地，尋求庇護。據《紐約時報》驗證的衛星影像及現場畫面顯示，基地內道路上停滿了新近抵達的車輛。影片顯示，大批平民聚集於基地外，高舉標語並呼喊「我們需要國際保護」。另有畫面顯示，基地內架設了十多頂軍用帳篷，並有身穿軍服的人員向婦女和兒童分發食物。

#### 3月9日
3月9日，據敘利亞人權觀察站報告，安全部隊、國防部人員及其盟軍當日共殺害303名平民，其中塔爾圖斯省103人、拉塔基亞省194人、哈馬省6人。
9日早晨，塔爾圖斯市郊的塔尼塔與卡德穆斯爆發多宗攻擊事件，數十名平民傷亡。哈馬省內約十個阿拉維派村莊已被撤離，成為無人村。一名卡德穆斯醫院的醫生透露，院方接收多名槍傷與彈片傷患者，並表示部分家庭已在政府軍的攻勢下「被徹底消滅」。與此同時，敘利亞當局在卡德穆斯附近部署軍隊。
敘利亞內政部宣佈，已向塔爾圖斯鄉村增派安全部隊，聲稱正在圍剿親阿薩德殘餘勢力。官方媒體發佈照片，顯示軍隊正從伊德利卜撤離，以集中對付阿薩德支持者的殘部。國防部則宣布封鎖沿海地區與內陸間的所有道路，以防衝突進一步擴大。
巴尼亞斯郊區的哈馬姆瓦塞爾成為新一輪戰火焦點。據敘利亞人權觀察站報導指，政府軍進入該地區後，坦克部署於城鎮邊緣，並進行砲擊與機槍掃射，導致大範圍火災與居民恐慌。政府宵禁期間，貝特阿提克村亦遭砲擊，住宅建築起火，部分地區則遭到無人機攻擊。砲擊特別集中於卡德穆斯至巴尼亞斯高速公路沿線及塔尼塔等地。在戰火中，哈馬姆瓦塞爾與貝特阿提克的居民發出求救訊號，強調他們的村莊並非阿薩德政府的支持者。
在拉塔基亞省，政府軍進一步擴大攻勢。敘利亞人權觀察站記錄顯示，巴爾米亞、Al-Hattaniyah、Al-Ruwaymiyah、Al-Rumaylah、穆扎伊拉、Al-Quayqah及Mazar Al-Qatariyah等地均遭到砲擊與軍事行動。同時，無人機襲擊頻繁發生於山區與森林地帶，顯示政府軍懷疑這些地區是武裝團體的藏匿點或通行路線。敘利亞人權觀察站表示，當地居民透過人權監測組織求助，呼籲安全部隊提供保護，並指控政府軍的砲擊「無差別攻擊」平民。
此外，據媒體引用當地人稱，斯諾巴爾的死亡人數已增至至少133人。

#### 3月10日
3月10日，據敘利亞人權觀察站報告，至少143名平民喪生，其中哈馬省71人、塔爾圖斯省42人、拉塔基亞省26人、霍姆斯省4人。
敘利亞人權觀察站指出，敘利亞國防部所屬武裝團體襲擊巴尼亞斯郊區的哈里森。當地居民在先前攻擊後已撤離，逃往附近農田避難。然而，武裝分子仍闖入該鎮，洗劫多戶民宅並縱火焚燒。哈里森居民緊急呼籲國際社會干預，並要求聯合國代表前來調查。
自3月7日以來，巴尼亞斯已有近200名平民遭殺害。倖存者指出，襲擊者包括來自周邊省份的「敘利亞境內外籍聖戰武裝分子」，以及鄰近村莊的遜尼派穆斯林平民，他們試圖報復親阿薩德民兵對遜尼派社群的屠殺，特別是2013年的貝達與巴尼亞斯屠殺。
敘利亞人權觀察站報導指，敘利亞沿海地區的物資供應情況持續惡化。自報復行動展開後，向拉塔基亞與傑卜萊等地輸送糧食與基本物資的通道被切斷。水電供應中斷，當地麵包店也被迫停業，導致民生條件急劇惡化，迫使當地居民對外發出求救訊號。
在拉塔基亞省，數十名流離失所的平民聚集於俄羅斯控制的赫梅米姆空軍基地，舉行抗議示威，譴責敘利亞國防部、內政部及其盟軍部隊的屠殺行動。敘利亞人權觀察站指出，敘利亞安全部隊試圖安撫示威者，承諾恢復安全，但大多數人拒絕撤離。他們手舉標語，抗議「種族清洗」，並呼籲國際社會介入，以防止進一步屠殺。

#### 3月11日
3月11日，據敘利亞人權觀察站統計，至少132名阿拉維派平民遇害。自3月6日以來，累計47宗屠殺事件已造成1225名平民喪生。
在大馬士革農村省阿薩比奈，發現8具平民遺體被棄於水井內。敘利亞人權觀察站指出，遺體均有多處槍傷，顯示死者可能是在現場遭處決。
BBC報導指，社交媒體上流傳多段影片，內容充滿針對阿拉維派的仇恨言論與暴力煽動。
聯合國人權事務辦公室報告指出，許多家庭遭滅門，受害者包括婦女與兒童。聯合國難民署則表示，超過6000人已逃往黎巴嫩北部。
持續的衝突導致大量居民流離失所，許多家庭的房屋被焚毀或摧毀，被迫逃往山林間躲避，擔心武裝分子的回歸。戰亂地區的糧食、醫療和基本物資供應幾乎完全中斷，特別是巴尼亞斯郊區的家庭，更遭到遠程狙擊攻擊。在赫梅米姆空軍基地避難的平民則拒絕撤離。
聯合國人權事務高級專員辦事處收集到多名倖存者的證詞，顯示武裝民兵強行闖入民宅，逐戶盤查住戶是否為遜尼派或阿拉維派。凡表明自己為阿拉維派者，皆遭當場處決。

#### 3月12日
3月12日，敘利亞人權觀察站報告當天發生更多屠殺事件，共造成158名平民死亡，其中絕大多數為阿拉維派。各地死亡人數如下：哈馬省的魯薩法62 人、阿爾扎22人；塔爾圖斯省的巴尼亞斯34人、巴爾馬亞15人；拉塔基亞省各地共25人，其中18人死於薩諾巴。截至3月12日，敘利亞人權觀察站統計的累計死亡人數達1383人，其中拉塔基亞省683人、塔爾圖斯省433人、哈馬省255人、霍姆斯省12 人。此外，當天另有5名基督徒被殺害。敘利亞人權觀察站還報導指，當天有2名什葉派平民遭殺害：一人於霍姆斯省的祖祖里耶在下班途中遭槍殺，另一人則是在數天前遭綁架後被發現遭槍殺。此外，一名基督徒平民在巴尼亞斯騎乘機車時被槍殺，其未婚妻身受重傷。
敘利亞人權觀察站指控，大量遇害者的遺體被埋入集體墓穴，並警告敘利亞國防部及其盟軍可能利用這些墓穴作為宣傳工具，將責任推給阿薩德政權的殘餘勢力。
據魯道新聞網報導指，當地人士表示，針對阿拉維派的屠殺已減少，僅在敘利亞—黎巴嫩邊境仍有零星衝突。局勢轉變促使敘利亞總統沙拉呼籲全國團結，並提倡停火。
由80個國際非政府組織組成的聯盟敘利亞國際非政府組織區域論壇報告稱，由於安全形勢惡化，拉塔基亞與塔爾圖斯省大部分地區已斷水、斷電、斷糧，且重型武器攻擊民區加上路障封鎖，嚴重阻礙人道援助的運輸。該地區6家主要醫院已停擺，多輛救護車亦無法運作。
敘利亞社交媒體上流傳一段影片，據稱拍攝於阿勒卡布，一名婦女在槍手當著她的面殺害她的兩個孩子後，與對方對峙。影片中，槍手以激進的反阿拉維派言論侮辱這名母親。
黎巴嫩北部省省長報告，超過6000名阿拉維派難民已越境逃往黎巴嫩境內靠近邊界的阿拉維派聚居區，許多家庭穿越納赫爾卡比爾河進行逃亡。
敘利亞人權觀察站稱，與車臣、突厥斯坦和烏茲別克相關的武裝組織進入阿拉維派地區，並舉著敘利亞民主力量的旗幟。然而，敘利亞民主力量本身並未進入該地區，也未曾從敘利亞東北部調派軍隊。敘利亞人權觀察站指出，這些武裝部隊的舉動可能旨在挑起阿拉維派地區的動亂。

#### 3月13日
3月13日，敘利亞人權觀察站報告，宗派屠殺仍在持續，當天再有93名平民被殺害，其中大部分為阿拉維派。至此，連日來的暴力事件已導致1476人喪生。
據敘利亞人權觀察站稱，武裝槍手強行佔領了卡爾達哈的多處住宅，並驅逐原住居民。同時，其他武裝分子在該地區大肆縱火，焚燒森林與鄰近村莊，包括巴克納、比什里耶、薩拉塔、伊斯塔姆納和比什拉馬。火勢迅速蔓延，大片松林與多處民宅化為灰燼。然而，由於數百台消防設備此前已被阿薩德政權相關勢力沒收，民防消防隊無法及時控制火情，當地居民不得不緊急撤離。
敘利亞人權觀察站要求敘利亞政府澄清，其官方媒體所稱的「政權殘黨」到底指哪些親阿薩德戰鬥部隊，並公佈相關名單。該組織還指控，親政府媒體正在為針對平民的屠殺行為辯護，將許多遇害者——即便是毫無武裝的平民——稱為「政權殘黨」，僅因他們的阿拉維派背景。例如，一名敘利亞母親的兒子在阿勒卡布遭到殺害，整個過程被錄下並廣泛流傳，然而支持政府的媒體仍將這名男子歸類為「政權殘黨」，以合理化其被殺害的行為。

#### 3月14日
3月14日，敘利亞人權觀察站報告，拉塔基亞省與塔爾圖斯省發生兩宗宗派屠殺，造成24名平民喪生，將3月6日以來的累計死亡人數推升至1500人。
其中，在薩菲塔至塔爾圖斯的馬瓦納安全檢查站，三名平民遭到武裝分子扣押後當場處決。敘利亞人權觀察站指出，其中一名死者曾於阿薩德政權倒台前四個月被徵召入伍，戰後與新政府達成合法和解，然而仍未能倖免於難。
敘利亞人權觀察站進一步指控，敘利亞臨時政府對該國沿海省份的媒體報導施加嚴格限制，禁止國際媒體進入，並要求所有外國記者在30天內離境。僅有立場親近新政府的媒體機構獲准進入沿海地區的特定區域進行報導。此外，敘利亞人權觀察站引述消息來源稱，當局正在限制救援隊伍與人道援助進入受衝突影響的沿海城市。該組織認為，這些限制是「系統性掩蓋戰爭罪行與種族滅絕證據的一環」，並指限制媒體採訪是「阻礙事實曝光，防止違規行為被記錄的系統性政策」。敘利亞人權觀察站警告，屠殺現場與外界的隔絕將進一步助長強制人口遷移，並可能導致相關戰爭罪行的證據被抹除。該組織憂心，媒體封鎖與人道援助受阻將加劇當地居民的苦難，同時減少國際社會對敘利亞人道危機的關注與行動。
聯合國人口基金估計，敘利亞近期暴力衝突已導致51000名平民流離失所，其中6000人逃往黎巴嫩。該機構表示，因安全局勢惡化，沿海地區所有生殖健康設施與性別暴力支援中心均已關閉。此外，由於大規模宵禁及對沿海地區的嚴格管制，所有人道救援行動被迫暫停，對於流離失所家庭的援助也陷入停滯。
敘利亞人權觀察站報告指出，來自敘利亞國防部的影片顯示，政府部隊在多個村莊進行宗派屠殺，場面充滿「仇恨與無法無天」。其中一段影片拍攝於某個未知的阿拉維派村莊，畫面中可見一名男性受害者的屍體。據報導，參與行動的國防部人員在交談時使用「宗派清洗」等詞彙，並有個體直接下令：「對剩餘居民進行即決處決，不得留下俘虜」。其中一名武裝人員還向鏡頭展示阿拉維派的宗教象徵物。另一段影片則據稱拍攝於塔爾圖斯省薩菲塔地區的某處住家，畫面中一名據信為政府安全部隊人員的個體向阿拉維派發出直接威脅，並誓言要對該教派進行報復。
敘利亞人權觀察站進一步指控，敘利亞國防部部隊故意在拉塔基亞鄉村地區縱火，以摧毀當地社區和經濟資源。據敘利亞人權觀察站收到的影片顯示，國防部隊員在卡爾達哈鄉村地區放火，造成火勢蔓延至大片農田、森林、公私建築與財產，導致嚴重破壞。敘利亞人權觀察站警告，這些火災不僅對農業和環境構成極大威脅，也讓逃離系統性屠殺、躲入森林的平民陷入更大危險。當地多個村莊已受到影響，濃煙瀰漫，火勢迅速擴大，對當地居民生存環境造成毀滅性打擊。

## 涉嫌假訊息宣傳
敘利亞人權觀察站聲稱，一場有組織的線上輿論戰正在試圖改變外界對近期針對阿拉維派平民屠殺的認知，將其描繪為「雙方武裝衝突」，而非針對特定族群的暴行。敘利亞人權觀察站表示，該活動的手法包括協調發文模式、操控主題標籤，以及透過人為方式放大特定敘事，特別針對經濟困難且阿拉維派人口密集的地區宣傳。該組織指出，這場輿論戰的主要目標，是透過將屠殺現場的暴力描繪為「各方衝突」，來模糊責任歸屬，進而幫助政府部隊規避國際譴責。此外，敘利亞人權觀察站也警告，這場宣傳戰的另一個目標是影響外國政府及國際組織對事件的判斷，以減少外部干預，並試圖塑造「大馬士革地區內普遍支持對阿拉維派採取行動」的假象。敘利亞人權觀察站強調，這類敘事操控行動旨在「掩蓋在薩赫勒（沿海地區）對阿拉維派犯下的種族滅絕罪行」，恐將進一步削弱對肇事者的追責機制。該組織並譴責，在阿薩德政權垮台後，當局未能有效打擊「仇恨言論與煽動暴力」的現象。

## 反應

### 國內
前阿拉維派委員會主席穆罕默德·納賽爾的顧問向真主黨媒體《Al-Ahed》表示，近期暴力事件中有整個家庭遭到處決。他與當地敘利亞消息人士聲稱，至今已有超過1700名平民遇害。
阿拉維派伊斯蘭委員會則發表聲明，指責政府對沿海地區的暴力負有直接責任。聲明指出，軍方以清剿「政權殘黨」為由，向沿海地區派遣部隊，但實際上是在「恐嚇並殺害敘利亞公民」。該委員會並呼籲聯合國介入，保護沿海地區免受進一步攻擊。
敘利亞官方通訊社阿拉伯敘利亞通訊社則承認，親阿薩德部隊近期發動的襲擊導致警察傷亡，並表示「部分個別違規行為」已發生，當局正試圖加以遏制。此外，阿拉伯敘利亞通訊社也報導稱，有部分人士前往阿拉維派沿海聚居地，試圖報復政府此前遭受的攻擊。
另一方面，敘利亞情報總局則指控「前軍方與安全部門高層人士」，稱這些與已垮台政權有關的官員策劃近期的暴行，導致暴力進一步升級。國防部則表示，政府部隊已成功奪回此前被親阿薩德勢力襲擊的地區。
當天晚間，敘利亞總統府宣布成立一個由七名成員組成的獨立委員會，負責調查近期發生的暴力事件。該委員會的職責包括審查針對平民的侵害行為、確定肇事者，並有權傳喚相關人士作證。委員會須在30天內提交完整報告，之後將依法追究責任人，並移交司法機關起訴。
在3月8日的全國演說中，敘利亞總統沙拉表示：「一些來自已垮台政權的殘黨試圖挑戰他們無法理解的新敘利亞。如今，他們親眼目睹，這個國家從東到西、從北到南已經團結一致……」。
沙拉譴責阿薩德支持者發動叛亂，攻擊警察部隊、醫院和平民。他警告：「你們攻擊了所有敘利亞人，犯下不可饒恕的錯誤。現在，反擊已經來臨，而你們無法承受。」他呼籲這些勢力「在為時已晚之前」放下武器，並強調政府將「確保武器完全由國家掌控，不再允許任何未受管制的武裝力量存在」。
在關於阿拉維派平民於拉塔基亞遭屠殺的報導傳出後，沙拉敦促親政府武裝分子「避免任何虐待行為」。
3月8日，敘利亞國防部則表示，不會容許敘利亞軍隊或任何其他武裝分子犯下違規行為，並已成立緊急委員會，負責將違抗命令的部隊移交軍事法庭審判。國防部發言人哈桑·阿卜杜·加尼則敦促所有與敘利亞沿海軍事行動無關的武裝分子立即撤離該地區。
3月9日，沙拉宣佈成立獨立國家委員會，負責調查自3月6日以來發生在敘利亞沿海地區的暴力事件與違規行為。該委員會將查明事件的起因與背景，調查針對平民、政府軍及安全部隊的侵害行為，並確定責任人，以追究其法律責任。沙拉強調，委員會由七名法官組成，須在30天內向總統提交完整報告。他形容沿海地區的暴力衝突是「可預見的挑戰」。
敘利亞民主力量譴責針對阿拉維派的屠殺行為，其指揮官馬茲盧姆·阿卜迪呼籲總統沙拉追究相關肇事者的責任並立即制止暴力。阿卜迪指出，極端組織正試圖在敘利亞各地製造宗派對立，以清算內部恩怨。
3月10日，沙拉再次公開譴責針對阿拉維派穆斯林的大規模殺戮，強調此類暴力行為嚴重威脅國家團結。他承諾，無論肇事者身份為何，政府都將徹查到底，並表示：「我們不會容忍任何人的鮮血被無辜流下，也不允許任何罪行逃避懲罰，即使肇事者就在我們內部。」沙拉將最初的暴力事件歸咎於受外國勢力支持的親阿薩德武裝組織，但同時承認部分襲擊是出於報復心理。他重申政府致力於維護法治，防止國家陷入宗派衝突。
同日，敘利亞民主力量與敘利亞過渡政府達成協議，決定將敘利亞民主力量管轄的機構納入國家體系，開放邊境通道，並承諾共同打擊前政權殘餘勢力。然而，羅賈瓦隨後拒絕了新版敘利亞憲法草案，而敘利亞民主委員會則警告稱，敘利亞可能面臨更嚴重的暴力衝突、宗派對立與專制統治的風險。

#### 敘利亞德魯茲派社群
3月13日，敘利亞德魯茲派社群精神領袖希克馬特·哈吉里發表罕見的強硬聲明，明確拒絕與大馬士革過渡政府合作，強調德魯茲社群與沙拉政府「沒有任何共識或協議」。他在蘇韋達省的會議上，將現任政府形容為「極端勢力，且已遭國際司法通緝」，矛頭直指近日發生的針對阿拉維派的大屠殺。他強調，德魯茲社群正面臨「存亡關頭」，並表示社群將獨立行動，堅持依據法治維護自身利益。
同日，德魯茲派武裝指揮官巴哈·賈邁勒也公開拒絕敘利亞的新憲法宣言，批評過程中未納入德魯茲派代表，例如哈吉里，使該文件在缺乏社群參與的情況下毫無正當性。他明確表示，德魯茲派社群不承認艾哈邁德·沙拉為敘利亞總統，指控其為「恐怖分子」，並強調沙拉政府並非透過自由公正選舉產生，缺乏合法性。他特別譴責針對阿拉維派的屠殺，強調受害者皆為手無寸鐵的平民，而非如沙姆解放陣線和沙拉政府所宣稱的「阿薩德政權殘黨」。此外，他強調德魯茲派社群擁有「數千名訓練有素的軍事人員」，並表明若政府軍隊試圖發動攻擊，德魯茲武裝力量將行使自衛權。

#### 示威活動
3月9日，活動人士在大馬士革舉行「無聲示威」，悼念在衝突中喪生的平民及政府安全部隊成員，並呼籲全國團結。約有數十人參與此次紀念活動，部分示威者高舉標語，上書「敘利亞人的生命不廉價」。
然而，示威活動隨即遭到反對者的攔截，後者高呼反阿拉維派口號，並主張建立「遜尼派穆斯林國家」。雙方示威者發生肢體衝突，反對者指責紀念抗議者漠視阿薩德政權過去對遜尼派的屠殺，而紀念抗議者則回應：「你們應該找阿薩德清算，我們與他的罪行無關。」隨後，安全部隊介入，向空中鳴槍驅散人群。
同日，在主要由德魯茲居住的蘇韋達市，活動人士在卡拉瑪廣場發起示威，譴責針對沿海地區敘利亞人的宗派屠殺，並要求政府停止報復性暴力行動。許多示威者手持標語，將當前發生的屠殺與阿薩德政權時期的暴行進行對比。部分示威者及當地居民強調，無論肇事者是誰，殺害平民都是犯罪，並表示敘利亞人民發動反阿薩德革命的目標是爭取「有尊嚴的生活，而非復仇」。
3月12日，在庫爾德族主導的敘利亞民主力量控制區域內，哈塞克與卡米什利爆發示威活動。抗議者舉著標語，譴責近期發生的暴力行為，並展示相關暴行的照片。他們呼籲當局追究施暴者責任，並要求保護阿拉維派社群。

### 國際
- ：外交貿易部表示，政府對敘利亞持續升級的暴力衝突與針對平民的襲擊「深感擔憂」，並敦促各方保持克制，遵守國際法，以確保平民安全[107]。

- 加拿大加拿大：3月12日，加拿大官員強烈譴責敘利亞西部針對阿拉維派平民的「暴行」。同日，加拿大政府宣布放寬部分對敘利亞的金融制裁，允許特定銀行渠道（如敘利亞中央銀行）進行資金轉移。加拿大駐敘利亞特使艾誠致表示，此舉將幫助加拿大協助敘利亞建立「包容且穩定」的國家，確保所有公民享有平等權利[108][109]。

- 法國：3月8日，外交部發表聲明，譴責敘利亞境內的宗派暴力與針對平民的襲擊，並呼籲敘利亞過渡政府展開獨立調查，追究地區暴力與屠殺事件的責任人。法國政府重申支持「和平與包容的政治過渡」，以防止敘利亞陷入進一步動盪與分裂[110]。

- 德国：3月7日，外交部呼籲敘利亞各方避免進一步升級衝突，並對西部地區不斷增加的傷亡人數表達憂慮。在聲明中，德國政府表示：「我們對敘利亞西部嚴重的死傷情況深感震驚。我們呼籲所有各方尋求和平解決方案，促進國家團結、包容性政治對話與過渡期司法，打破暴力與仇恨的惡性循環[84]。」

- 希腊：外交部發表聲明，對敘利亞暴力升級及平民傷亡人數增加表達深切關切，並敦促各方降低衝突，保障所有宗教與族群的安全。據悉，外交部長喬治斯·傑拉佩特里蒂斯與安提阿希臘正教會宗主教約翰十世通話時，強調確保基督徒社群及其他少數族裔安全的重要性[111]。

- ：胡塞運動領袖阿卜杜勒·馬利克·胡塞譴責敘利亞境內的大規模屠殺及其在社交媒體上的傳播。他指控「塔克菲里團體」對手無寸鐵的平民犯下種族滅絕罪行，並將歐洲與美國視為助長這些暴行的幕後推手，認為它們故意製造敘利亞的不穩定。他還指責以色列、美國與阿拉伯國家試圖將自己塑造成「敘利亞的英雄」，並形容「塔克菲里團體」的暴行是「美國、以色列與猶太復國主義者的陰謀」[112]。

- 伊朗：外交部嚴詞譴責針對阿拉維派、德魯茲派、基督徒及其他少數族群的屠殺，稱其「毫無正當理由」。發言人表示，這些暴行「深深刺痛了鄰國及國際社會的良知」[113]。

- 以色列：國防部長伊斯雷爾·卡茨將敘利亞總統艾哈邁德·沙拉（卡茨以其戰時化名「朱拉尼」稱之）稱為「基地組織背景的聖戰恐怖分子」，並指控其對阿拉維派平民犯下暴行。卡茨強調，以色列將繼續維持對敘利亞部分地區的軍事控制，以保護戈蘭高地與加利利地區的社區，確保敘利亞南部保持非軍事化，並捍衛當地的德魯茲族群[26]。

- ：哈薩克外交部部長穆拉特·努爾蒂萊烏在伊斯蘭合作組織特別會議上表示，哈薩克自衝突爆發以來一直密切關注敘利亞局勢，並呼籲各成員國積極採取措施，以穩定當地局勢並符合敘利亞人民的最佳利益[114]。

- 黎巴嫩：自由愛國運動領袖吉布蘭·巴西勒警告，敘利亞的宗派暴力不僅威脅敘利亞，也可能波及黎巴嫩，導致國內分裂。他呼籲黎巴嫩的基督徒與穆斯林宗派彼此尊重，避免加劇宗派對立[115]。

- 荷蘭：第四屆呂特內閣的司法及安全部國務秘書埃里克·范德伯格批評歐盟對敘利亞屠殺的官方回應，指其「顛倒加害者與受害者的角色，應對這場暴行負責的是敘利亞政權」。新社會契約領袖彼得·奧姆齊赫特亦形容歐盟的回應「荒謬」，強調「來自新統治者及其盟友的處決影像令人髮指」[116]。

- 俄羅斯：克里姆林宮發言人德米特里·佩斯科夫表示，俄羅斯希望敘利亞保持統一、繁榮，並正在與國際社會協商敘利亞局勢[117]。俄羅斯駐聯合國大使則將敘利亞境內的屠殺比作1994年盧旺達大屠殺[118]。

- 土耳其：總統雷傑普·塔伊普·埃爾多安強烈譴責所有破壞敘利亞統一、穩定與社會和平的攻擊與恐怖行動。他在內閣會議後表示：「在敘利亞政府軍的有效干預下，局勢已基本受到控制，但地面情勢依然脆弱。」埃爾多安也為敘利亞總統沙拉的政策辯護，稱其在治理上展現包容性，並「未陷入復仇主義的陷阱」[119]。然而，國會議員及人民平等與民主黨聯合主席圖萊·哈蒂莫古拉里與通傑·巴克爾漢則在聯合聲明中批評敘利亞政府，指其在過渡政府籌備及憲法起草過程中，刻意排除庫爾德族、阿拉維派、德魯茲派、女性及其他群體。他們還譴責近期發生於拉塔基亞和塔爾圖斯的阿拉維派屠殺，並將其歸因於政府的排他性政策，指出類似事件亦在哈馬、霍姆斯及周邊地區上演。聲明警告，這些事件顯示敘利亞內戰仍在延續，並形容當前局勢為「現代史上針對阿拉維派最嚴重的大屠殺之一」，而國際社會卻視若無睹[120]。共和人民黨主席厄茲居爾·厄澤爾同樣對拉塔基亞地區針對阿拉維派的暴力升級表達憂慮，並指出平民傷亡數字不斷攀升。他批評土耳其政府過去對敘利亞和平進程的樂觀預測，稱近期衝突的爆發已徹底粉碎這種幻想。此外，他也提到土耳其的阿拉維派族群，尤其是有親屬身陷戰區者，正感到極度不安，並表達對他們的支持。厄澤爾呼籲政府加強與敘利亞當局的外交合作，以遏制進一步的平民傷亡[121]。

- 阿联酋：外交部發表聲明，譴責武裝叛軍對敘利亞安全部隊的攻擊，並重申阿聯酋堅定支持「敘利亞的穩定、主權與領土完整」[122]。

- 美国：國務卿馬可·魯比奧強烈譴責敘利亞境內的屠殺事件，向受害者家屬表達哀悼。他表示：「美國將與敘利亞的宗教與族裔少數群體站在一起，包括基督徒、德魯茲派、阿拉維派及庫爾德族社群。」他並呼籲，「所有針對敘利亞少數族群的大規模屠殺行為都應受到追責[123]。」

- 國際紅十字會：國際紅十字會對敘利亞的暴力事件表達「極度關切」，並呼籲交戰各方不得攻擊醫療設施，確保醫療資源暢通，並允許人道救援人員接觸傷者與罹難者[124]。

- 庫爾德族人權組織： 數個庫爾德族人權組織，包括敘利亞庫爾德族人權網絡，聯合發表聲明，強烈譴責敘利亞沿海地區的暴力升級，並呼籲國際社會對針對阿拉維派的戰爭罪行展開獨立調查。該聯盟提出多項訴求，包括：「停止一切針對敘利亞多元族群的種族清洗與迫害」，要求武裝部隊撤離居民區、回歸軍事基地，設立「獨立的民間機構來維護治安，避免軍事干預」，並公開失蹤人口與強迫失蹤案件的真相[125]。

- 庫爾德斯坦社群聯盟：庫爾德斯坦社群聯盟譴責針對阿拉維派的暴力行為，並警告敘利亞多個族群正面臨屠殺與種族滅絕的威脅[126]。

- 基督教領袖聯合聲明：安提阿希臘正教會宗主教約翰十世、敘利亞正教會宗主教依納爵·阿弗雷姆二世·卡里姆，及默基特希臘禮天主教安提約基雅宗主教區宗主教若瑟·阿布斯共同發表聲明，強烈譴責「針對無辜平民的屠殺」，並特別提及婦孺遭殺害、住宅遭洗劫，以及「敘利亞人民正承受的巨大苦難」。聲明呼籲敘利亞政府賦予所有族群平等權利，建立「真正的夥伴關係」，而非透過「復仇與排除的邏輯」來治理國家[127]。

- 羅賈瓦：羅賈瓦的敘利亞民主委員會則指責敘利亞總統沙拉「重蹈前總統巴沙爾·阿薩德的覆轍」，並指出沿海地區的屠殺事件顯示政府並未真正改變。該理事會進一步批評，現行敘利亞過渡憲法「缺乏合法性」，並違背敘利亞民主力量與沙拉政府就羅賈瓦地區整合問題達成的協議。聲明強調，在當前屠殺事件的背景下，「在國家治理中推動伊斯蘭教法將導致敘利亞進一步陷入混亂」[128]。

#### 超國家組織
- 阿拉伯議會聯盟：阿拉伯議會聯盟議長穆罕默德·艾哈邁德·亞馬希強烈譴責武裝團體對敘利亞安全部隊的襲擊，並重申對敘利亞政府機構的支持。他同時表態，反對任何破壞敘利亞穩定、干涉其內政或威脅社會和平的行動[129]。

- 欧洲联盟：3月8日，歐洲對外事務部代表歐盟發表聲明，譴責「親阿薩德勢力」對過渡政府軍隊和平民的攻擊。歐盟進一步表示，任何破壞敘利亞穩定的行動都是不可接受的，並呼籲確保「一個包容且尊重所有敘利亞族群的持久和平過渡」[130]。3月11日，歐盟外交與安全政策高級代表卡婭·卡拉斯以「最強烈的措辭」譴責親阿薩德民兵對敘利亞政府軍的攻擊，以及「針對平民的殘暴罪行，其中包括即決處決，據報這些行為多由支持過渡當局安全部隊的武裝團體所為」。卡拉斯同時「歡迎」敘利亞總統沙拉承諾對屠殺事件展開調查[131]。

- 联合国：聯合國呼籲立即展開對宗派屠殺報導的調查，並強調應允許獨立調查員進入現場，以記錄可能的戰爭罪或危害人類罪。多國政府紛紛發表聲明，譴責針對平民的暴力行為，並敦促衝突各方保持克制[42]。國際組織則對該地區可能發生的宗派暴力表示關切，尤其是在有報導指稱針對特定群體的屠殺事件後。聯合國敘利亞問題特使裴凱儒對敘利亞沿海地區激烈的衝突及大量傷亡表達震驚，並指出「傳來令人不安的平民傷亡報導」，交戰雙方則包括現任敘利亞政府軍與親阿薩德武裝勢力的殘餘部隊[26]。聯合國人權事務高級專員辦事處發言人塔明·哈伊坦則進一步透露，「整個家庭」遭到屠殺，受害者主要為阿拉維派族群[132]。

#### 示威活動
在土耳其南部的哈塔伊省與阿達納省，多個阿列維派維權組織發起抗議行動，譴責敘利亞境內的大規模屠殺。發言人抨擊土耳其政府提供軍事支援給敘利亞，助長了嚴重的反人類罪行。示威者同時批評土耳其政府與民眾對暴行的沉默，呼籲各界抵制敘利亞政府，並表態支持敘利亞人民。
民主阿列維聯盟與民主阿列維婦女聯盟發表聯合聲明，聲援敘利亞的阿拉維派社群，並嚴厲譴責沙姆解放組織、敘利亞國民軍及伊斯蘭國對阿拉維派社群發動的種族滅絕行動。
在土耳其各地，抗議者怒斥政府支持敘利亞軍方針對阿拉維派的攻勢，認為此舉已構成反人類罪行。薩曼達厄市長埃姆拉·卡拉恰伊在發言時表示：「敘利亞的屠殺行動正逐步發展為種族滅絕。」
3月12日晚間，伊拉克首都巴格達北部的什葉派城鎮卡迪米亞也爆發示威活動。抗議者強烈譴責敘利亞政府軍的暴行，並呼籲國際社會迅速採取行動，阻止進一步的種族滅絕。

#### 人權組織
3月10日，人權觀察中東與北非副主任亞當·庫格爾對敘利亞發生的宗派屠殺表達遺憾，並指出：「儘管敘利亞新政府承諾與過去的恐怖行徑劃清界線，這些暴行仍舊發生。」他強調，若政府未能追究所有侵犯人權的個人，不論其背景或當前效忠對象，敘利亞的和平與穩定將無法持續。
同日，國際特赦組織中東與北非區域主任希芭·莫拉耶夫呼籲敘利亞政府立即採取行動，制止法外處決與其他人權侵犯行為。她痛斥敘利亞社群「再次被迫承受無法想像的損失」，指這些暴行是「歷史悲劇的重演」。莫拉耶夫警告，若政府未能迅速展開公正、透明的調查，並確保受害者參與，總統沙拉關於伸張正義的承諾將淪為空談。她進一步指出，唯有確保所有社群的平等權利，並與獨立國際組織合作調查，才能真正確保「歷史不會重演」。
3月10日，歐洲—地中海人權監察機構發表聲明，譴責敘利亞政府軍的任意逮捕、法外處決與酷刑行為，強調這些暴行無法被合理辯護。該機構表示，以報復為動機的犯罪並非正義，而是「持續暴力的催化劑」，並呼籲敘利亞落實法律問責，透過和解與過渡性司法來防止未來悲劇重演。
3月12日，萊姆金種族滅絕預防研究所發佈警報，警告當前暴力衝突可能升級為種族滅絕，敦促國際社會密切關注並採取行動。

#### 阿拉維派與基督教團體
3月10日，澳洲的穆斯林阿拉維派倡議團體敦促澳洲政府與社會大眾公開譴責敘利亞發生的大屠殺，並聲援受害的少數族群。
同日，國際基督教團結會針對敘利亞沙姆解放組織控制區的暴力事件發出種族滅絕警告，形容屠殺為「一場伴隨著去人性化仇恨言論的血腥獵殺」。該組織敦促聯合國成員國，特別是安理會，履行國際法義務，立即採取行動以遏制種族滅絕行徑，並保護遭受攻擊的平民。